# Штрасбург (Каринтія)
Штрасбург (нім. Straßburg) — місто в Австрії, у федеральній землі Каринтія.
Входить до складу округу Санкт-Файт. Населення становить 2251 осіб (на 31 грудня 2005 року). Займає площу 97,73 км². Офіційний код — 20 530.

## Історія
Перша згадка про Штрасбург походить з 864 р., коли Людовик II Німецький передав цю землю архієпископу Зальцбургу. У 1147 р. на прохання четвертого єпископа Ґурка Романа І тут був побудований замок, який значно розширився у 15 столітті. До кінця 18 століття воно було резиденцією єпископів Ґурка. Будучи резиденцією єпископів, Штрасбург став важливим центром у долині Ґурка і в 1229 р. був названий ринковою комуною. Від 1382 р. існує документ, у якому Штрасбург називають містом (Stadt). Набуття муніципальних прав було підтверджено в 1402 р. єпископом Конрадом фон Гебенштрайтом.
Після землетрусу 1767 року, в якому місто Штрасбург значно постраждало, резиденція єпископів була спочатку перенесена в замок Пекштайн, а нарешті в 1787 році в Клагенфурт-ам-Вертерзеє. Управління майном єпископів залишалося в Штрасбурзі до 1858 р. Після переміщення резиденції зальцбургських єпископів місто Штрасбург втратило своє попереднє значення.